# Amy Castle
Amy Castle (* 9. Mai 1880 in Maori Gully, nahe Greymouth, Neuseeland; † 23. Februar 1971 in Paignton, Grafschaft Devon, England) war eine neuseeländische Kuratorin und Entomologin.

## Frühes Leben
Amy Castle wurde am 9. Mai 1880 als Tochter und siebtes von elf Kindern der Eheleute Ellen Wilson und dem Ladenbesitzer und ehemaligen Goldsucher Henry Samuel Castle in Maori Gully, nahe Greymouth geboren. Ihre Mutter starb, als sie vierzehn Jahre alt war, und zwei Jahre später zog ihr Vater mit den Kindern nach Reefton, wo er als Buchhalter für die Consolidated Gold Fields of New Zealand arbeiten konnte. Über Amys Kindheit, Jugendzeit und ihre Schulbildung ist nichts bekannt.

## Anstellung im Dominion Museum
1907 wurde Amy vom Dominion Museum in Wellington als vorübergehende Assistentin in der Abteilung für Fotografie eingestellt und im Juli des Jahres als Assistentin für Fotografie fest übernommen. Da das Museum unterfinanziert war, war derzeit üblich Frauen einzustellen, da sie schlechter bezahlt werden konnten als Männer. So konnte das Museum an den Personalkosten sparen. Auch die Arbeitsbedingungen waren für die Frauen nicht gut. Die Gebäude waren feucht, schlecht belüftet und an einer Heizung fehlte es auch. Amy wurde daraufhin in die Abteilung der entomologischen Sammlung versetzt, um dort unter Aufsicht zu arbeiten. Sie gewann an Fachwissen und war damit die erste Entomologin und die erste Frau in einem neuseeländischen Museum, die mit einer professionellen Aufgabe betraut wurde. Sie war damit auch eine der ersten Frauen, die in einer wissenschaftlichen Position im öffentlichen Dienst Neuseelands angestellt wurde.
Als im Oktober 1913 Hamilton, der wissenschaftliche Leiter der Abteilung plötzlich verstarb, übernahm Amy die gesamte Verantwortung für die Sammlungen, die alleine von den Lepidoptera (Schmetterlingen) über 6000 verschiedene Exemplare enthielt. Ihre Hauptaufgabe bestand darin, all diese zu katalogisieren, umzumontieren und neu zu ordnen. Dabei verdiente sie gerade mal zwei Drittel dessen, was ein gleichrangiger männlicher Mitarbeiter bekam.
Neben ihrer wissenschaftlichen Arbeit im Museum unterrichtete sie auch Hunderte von Schulkindern, die mit ihren Lehrern das Museum besuchten. 1915 organisierte sie Insektenköder und Fangnetze, mit denen Kinder über Anleitungen selbst Insekten sammeln konnten. Die Aktionen waren auch dazu gedacht, möglichst viele Spenden für ihre Abteilung im Museum zu sammeln. Entsprechend enttäuscht war Amy dann, das ihr Engagement in dieser Richtung nicht zu dem gewünschten Spendenaufkommen führte. Auch die Presse nahm von ihr und ihrem Engagement kaum Notiz, was vielleicht auch an der Sängerin lag, die mit gleichem Namen die Spalten der Zeitungen füllte.
Um das Interesse der Erwachsenen an der Entomologie zu wecken, hielt Amy öffentliche Vorträge, was 1927 nach einem Vortrag im Lyceum Club in Wellington einmal dazu führte, dass die Evening Post der Stadt schrieb:

“Wellington is fortunate in having so gifted a lady in charge of this branch of research work.”

„Wellington kann sich glücklich schätzen, eine so begabte Frau als Leiterin dieses Forschungszweigs zu haben.“

Zwei Jahre später erschien ein ähnlicher Artikel über sie im Wanganui Chronicle. Das war es dann aber auch. Sie konnte die Presse über ihre Öffentlichkeitsarbeit nicht richtig erreichen.
1927 konnte Amy die Fenwick-Sammlung mit über 8.000 Insekten für das Museum erwerben und in die bestehende Sammlung integrieren. Auch unternahm sie eine Reihe von Expeditionen, wie z. B. zum damals noch Mount Egmont genannten Mount Taranaki, nach Kapiti Island und die Berge der Remutaka Range. Amys primäres Forschungsinteresse galt den Motten und Schmetterlingen, über die sie in den frühen 1920er Jahren fünf kleine Artikel im New Zealand Journal of Science and Technology veröffentlichte. Auch wurde sie Fellow der Royal Entomological Society of London. Amys Karriere endete im April 1931, als die Regierung aus Kostengründen und wegen Sparmaßnahmen Personal des Museums kündigte, wovon auch Amy betroffen war. Sie lebte noch bis 1957 in der Landeshauptstadt und ging dann aber nach England, wo sie am 23. Februar 1971 in Paignton, in der Grafschaft Devon verstarb.